# ويلهلم فيليبس
ويلهلم فيليبس (بالألمانية: Wilhelm Philipps)‏ هو ضابط ألماني، ولد في 29 يوليو 1894 في بارمن في ألمانيا، وتوفي في 13 فبراير 1971 في بون في ألمانيا.